# VTV5
VTV5 là kênh truyền hình tiếng dân tộc của Đài Truyền hình Việt Nam, có nhiệm vụ truyền tải các thông tin, chính sách của Đảng và Nhà nước tới cộng đồng các dân tộc thiểu số. Nội dung chính của kênh bao gồm các chương trình thời sự, các chương trình tiếng dân tộc thiểu số có phụ đề tiếng Việt, các chương trình văn hóa, giáo dục, giải trí và truyền hình trực tiếp các sự kiện văn hóa, thể thao, các sự kiện quan trọng của cộng đồng các dân tộc thiểu số, do Ban Truyền hình tiếng dân tộc chỉ đạo sản xuất.
VTV5 được truyền dẫn khắp cả nước trên hạ tầng truyền hình cáp và một số mạng truyền hình trả tiền khác. Kênh cũng được truyền dẫn miễn phí trên hạ tầng truyền hình kỹ thuật số mặt đất.

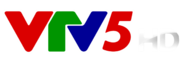
Biểu trưng kênh VTV5 HD (01/07/2015 - 31/12/2019; 07/01/2020 - 31/10/2022)

Ngày 1 tháng 7 năm 2015, kênh VTV5 được phát sóng với chuẩn hình ảnh độ nét cao duy nhất trên hệ thống của Truyền hình Cáp Việt Nam. Sau năm 2016, Đài Truyền hình Việt Nam phát sóng quảng bá phiên bản VTV5 HD.

## Lịch sử
08:00 ngày 10 tháng 2 năm 2002, Đài Truyền hình Việt Nam phát sóng thử nghiệm kênh VTV5 nhằm phục vụ cộng đồng các dân tộc thiểu số, với thời lượng phát sóng từ 08:00–10:00 hàng ngày. Sự kiện này đánh dấu lần đầu tiên có một kênh truyền hình chuyên biệt dành cho người dân tộc thiểu số trên truyền hình ở Việt Nam. Kênh được phát chung với băng tần của kênh VTV4 từ 00:00–08:00 và VTV2 từ 10:00–23:00 trên vệ tinh Measat 1.
Ngày 1 tháng 1 năm 2004, kênh được tách riêng trên vệ tinh và phát sóng quảng bá chính thức. Sau đó là quãng thời gian VTV5 liên tục tăng thời lượng phát sóng và nội dung chương trình: năm 2004 phát sóng 8 giờ/ngày với 7 thứ tiếng, năm 2005 phát sóng 10 giờ/ngày với 10 thứ tiếng, năm 2006 là 12 giờ/ngày và 13 thứ tiếng. Từ năm 2010, kênh được phát sóng với thời lượng 24/7.
Ngày 1 tháng 7 năm 2015, kênh VTV5 lên sóng phiên bản HD trên hệ thống của VTVCab. Năm 2016, VTV5 cho ra mắt hai phiên bản khu vực của kênh, bao gồm VTV5 Tây Nam Bộ và VTV5 Tây Nguyên.
Từ ngày 19 tháng 3 đến ngày 30 tháng 4 năm 2020, do ảnh hưởng của đại dịch COVID-19, kênh VTV5 cùng với các kênh khu vực tạm thời giảm thời lượng phát sóng xuống còn 05:00–24:00. Tất cả các kênh VTV5 sau đó đã được phát sóng 24/7 trở lại kể từ ngày 1 tháng 5 năm 2020.

## Nội dung
Nội dung chính của kênh VTV5 bao gồm các chương trình thời sự, một số chương trình tiếng dân tộc thiểu số có phụ đề tiếng Việt, một số chương trình văn hoá và giáo dục, giải trí và tường thuật trực tiếp một số sự kiện văn hóa lớn, quan trọng của đồng bào các dân tộc thiểu số, do Ban Truyền hình tiếng dân tộc sản xuất. Ngoài các chương trình được khai thác từ các kênh truyền hình khác của Đài Truyền hình Việt Nam, kênh cũng có các chương trình do các đài truyền hình địa phương sản xuất và gửi về.
Ngoài nội dung chính dành cho dân tộc thiểu số, VTV5 còn được biết đến là một trong những kênh thường xuyên tham gia tường thuật trực tiếp một số sự kiện thể thao trong nước và quốc tế của VTV, nhất là sau khi kênh VTV6 ngừng phát sóng từ ngày 10 tháng 10 năm 2022.

## Thời lượng phát sóng
- 10 tháng 2 năm 2002 – 31 tháng 12 năm 2003: 08:00–10:00; 23:00–24:00 hàng ngày.
- 1 tháng 1 năm 2004 – 31 tháng 12 năm 2004: 8 giờ/ngày.[9]
- 1 tháng 1 năm 2005 – 31 tháng 12 năm 2005: 10 giờ/ngày.[5]
- 1 tháng 1 năm 2006 – 31 tháng 12 năm 2006: 12 giờ/ngày.[9]
- 1 tháng 1 năm 2007 – 31 tháng 12 năm 2007: 16 giờ/ngày.[10]
- 1 tháng 1 năm 2008 – 31 tháng 12 năm 2008: 18 giờ/ngày.[10]
- 1 tháng 1 năm 2009 – 31 tháng 12 năm 2009 và 19 tháng 3 năm 2020 – 30 tháng 4 năm 2020: 19 giờ/ngày.
- 1 tháng 1 năm 2010 – 18 tháng 3 năm 2020 và 1 tháng 5 năm 2020 – nay: 24/7.

## Hệ thống các kênh VTV5

### VTV5 Quốc gia[a]
Kênh VTV5 được phát sóng từ ngày 10 tháng 2 năm 2002, ban đầu chỉ phát sóng các chương trình tiếng dân tộc thiểu số, bao gồm cả những chương trình tiếng dân tộc thiểu số khu vực Tây Nguyên, Tây Nam Bộ. Năm 2008, kênh bắt đầu sản xuất các chương trình bằng tiếng phổ thông với bản tin Thời sự. Từ năm 2016, với việc ra đời các kênh VTV5 khu vực, VTV5 dành thêm nhiều thời lượng phát sóng các chương trình tiếng Việt.
Các chương trình tiếng dân tộc thiểu số hiện đang phát trên kênh này gồm 8 thứ tiếng: tiếng Mông, tiếng Thái, tiếng Dao, tiếng Tày-Nùng, tiếng Mường, tiếng Sán Chay, tiếng Bru-Vân Kiều và tiếng Hoa. Các chương trình tiếng dân tộc thiểu số được phát sóng từ 05:00 đến 09:00 và từ 13:30 đến 16:30, thời lượng còn lại phát sóng các chương trình tiếng Việt. Bên cạnh là cầu nối cho đồng bào các dân tộc thiểu số, tuyên truyền đường lối, chính sách của Đảng đến với người dân, kênh cũng được huy động để truyền hình trực tiếp nhiều sự kiện khác, đặc biệt là một số sự kiện thể thao.

### VTV5 Tây Nam Bộ
Kênh VTV5 Tây Nam Bộ đươc ra mắt từ 00:00 ngày 1 tháng 1 năm 2016 nhằm phục vụ cộng đồng người dân tộc Khmer, sau khi kênh VTV Cần Thơ 2 ngừng phát sóng theo Đề án Quy hoạch báo chí quốc gia. Các chương trình tiếng Khmer được phát sóng từ 05:30 đến 08:00 và từ 13:30 đến 18:00, thời lượng còn lại phát sóng các chương trình tiếng Việt. Kênh đóng vai trò cầu nối giữa Đảng và Nhà nước với người dân Khmer ở Nam Bộ, đồng thời kênh còn được huy động truyền hình trực tiếp một số sự kiện.
Từ ngày 13 tháng 1 năm 2021, kênh VTV5 Tây Nam Bộ chính thức lên sóng phiên bản độ nét cao trên hạ tầng truyền hình số mặt đất ở toàn bộ lãnh thổ các tỉnh, thành phố trực thuộc khu vực Nam Bộ và khắp cả nước.

### VTV5 Tây Nguyên
Kênh VTV5 Tây Nguyên lên sóng chính thức từ 16:30 ngày 17 tháng 10 năm 2016 nhằm phục vụ cộng đồng các dân tộc thiểu số khu vực Tây Nguyên, Nam Trung Bộ. Các chương trình tiếng dân tộc thiểu số được phát sóng từ 05:00 đến 09:00 và từ 13:30 đến 16:30, thời lượng còn lại phát sóng các chương trình tiếng Việt. Bên cạnh là cầu nối cho đồng bào các dân tộc vùng Tây Nguyên và Nam Trung Bộ, kênh còn được huy động để truyền hình trực tiếp nhiều sự kiện khác.
Hiện tại, kênh đang phát sóng các chương trình tiếng dân tộc thiểu số với 13 thứ tiếng bao gồm: tiếng Ê Đê, tiếng Ba Na, tiếng Gia Rai, tiếng M'Nông, tiếng K'Ho, tiếng Giẻ-Triêng, tiếng Xơ Đăng, tiếng Chu Ru, tiếng Raglai, tiếng Chăm, tiếng Cơ Tu, tiếng H'rê và tiếng Stiêng.